# Amebelodontidae
Amebelodontidae (лат., от ἄμη — заступ, βέλος — метательный снаряд и ὀδούς — зуб) — семейство вымерших млекопитающих из отряда хоботных. Раньше представителей семейства относили к Gomphotheriidae, но теперь их выделяют в отдельное семейство.
В прошлом из лопатообразной формы бивней на нижней челюсти Amebelodontidae делали вывод, что они питались водными растениями. Однако следы износа на нижнечелюстных бивнях Platybelodon grangeri и Platybelodon barnumbrowni указывает на то, что эти звери использовали свои бивни, чтобы срезать растительность особым образом.

## Роды
- † Afromastodon Pickford, 2003
- † Amebelodon Barbour, 1927
- † Aphanobelodon Wang, Deng, Ye, He, and Chen, 2016
- † Archaeobelodon Tassy, 1984
- † Eurybelodon Lambert, 2016
- † Konobelodon Lambert, 1990
- † Platybelodon Borissiak, 1928
- † Progomphotherium Pickford, 2003
- † Protanancus Arambourg, 1945
- † Serbelodon Frick, 1933
- † Stenobelodon Lambert, 2023
- † Torynobelodon Barbour, 1929